# Cryptothrips rectangularis
Cryptothrips rectangularis är en insektsart som beskrevs av Ian A. Hood 1908. Cryptothrips rectangularis ingår i släktet Cryptothrips och familjen rörtripsar. Inga underarter finns listade i Catalogue of Life.